# Taupō
Taupō (maorska izgovorjava: [ˈtaʉpɔː]), včasih zapisano Taupo, je mesto na Severnem otoku na Novi Zelandiji. Je na robu jezera Taupō, ki je največje sladkovodno jezero na Novi Zelandiji. Taupō je bil leta 1953 ustanovljen kot okrožje. Je sedež okrožnega sveta Taupō od ustanovitve sveta leta 1989.
Taupō je največje mestno območje v okrožju Taupō in drugo največje mestno območje v regiji Waikato, za Hamiltonom. Ima približno 26.500 prebivalcev (junij 2023). Taupō je znan po svojih naravnih lepotah, saj okolica ponuja vrsto rekreacijskih dejavnosti na prostem, kot so pohodništvo, ribolov, smučanje in vodni športi. Obiskovalci lahko uživajo tudi v različnih znamenitostih, vključno z elektrarno Wairakei, slapovi Huka in narodnim parkom Tongariro.

## Poimenovanje
Ime Taupō je iz maorščine in je skrajšana različica Taupō-nui-a-Tia. Daljše ime je bilo najprej dano pečini v zalivu Pākā na vzhodni obali jezera in pomeni 'veliki plašč Tia'. Ime je dobilo po Tii, maorski raziskovalki, ki je odkrila jezero. Maori so kasneje to ime uporabili za samo jezero. Leta 2019 je bilo uradno ime mesta spremenjeno iz Taupo v Taupō.
Čeprav je angleška izgovorjava tow-po (/ˈtaʊpoʊ/, NZE /ˈtæʊpaʉ/) razširjena, se pogosto šteje za napačno, in maorska izgovorjava, toe-paw (/ˈtoʊpɔː/, NZE /ˈtaʉpoː/), je na splošno prednostna v uradni rabi.

## Zgodovina
Leta 1868 je bila v Taupōju ustanovljena oborožena orožna postojanka, da bi okrepili komunikacijske linije na osrednjem severnem otoku.
Bazeni z vročo vodo okoli Taupōja so začeli privabljati turiste v poznih 1870-ih in zgodnjih 1880-ih. Razviti so bili hoteli, da bi to izkoristili.
V 1890-ih so v jezero Taupō naselili šarenke in Taupō je postal priljubljeno mesto za bivanje in ribolov.
Leta 1922 je bil ustanovljen cestni odbor, leta 1953 pa je postal okrožje.
Taupō je med letoma 1949 in 1953 hitro rasel zaradi razvoja geotermalne elektrarne Wairakei, širitve lesne industrije in razvoja kmetij. Prebivalstvo Taupōja je leta 1951 znašalo 1358 ljudi, kasneje se je povečalo na 2849 ljudi leta 1956 in 5251 ljudi leta 1961.

## Geografija
Taupō leži na severovzhodni obali jezera Taupō, največjega jezera na Novi Zelandiji, ki je samo v kalderi vulkana Taupō. Reka Waikato izteka iz jezera in teče skozi mesto ter ločuje center in severna predmestja. Reka teče čez spektakularne slapove Huka, malo severno od mesta, Taupō je središče vulkanske in geotermalne dejavnosti, vroči vrelci, primerni za kopanje, pa so na več mestih v bližini. Vulkanska gora Tauhara leži šest kilometrov vzhodno.
Nekoliko severovzhodneje so pomembni topli vrelci. Ti izviri vsebujejo ekstremofilne mikroorganizme, ki živijo v izjemno vročem okolju.
Majhno, a rastoče satelitsko mesto Kinloch, kjer je igrišče za golf, ki ga je zasnoval Jack Nicklaus, je 20 kilometrov zahodno ob jezeru.
Podnebje Taupōja je hladno in vetrovno v primerjavi z drugimi deli Severnega otoka in ima oceansko podnebje (Cfb). To je posledica tega, da je mesto v notranjosti, kar povzroča kopičenje suhega zraka, ki pozimi povzroča hudo zmrzal. Vendar so snežne padavine v Taupōju redke. Poletno podnebje je blago z najvišjo povprečno temperaturo, ki doseže 23 stopinj, in najnižjo povprečno temperaturo 10 stopinj.

## Demografija
Statistični urad Nove Zelandije opredeljuje Taupō kot srednje urbano območje in pokriva 42,95 km², ki se razteza od zaliva Acacia Bay na zahodu do parka Centennial na vzhodu in do letališča Taupō na jugu. Mestno območje je imelo junija 2023 ocenjeno 26.500 prebivalcev z gostoto prebivalstva 617,00 ljudi na km². Je 26. največje mestno območje na Novi Zelandiji in drugo največje v regiji Waikato za Hamiltonom.
Mestno območje Taupō je imelo ob popisu prebivalstva Nove Zelandije leta 2018 23.631 prebivalcev, kar je povečanje za 2508 ljudi (11,9 %) od popisa leta 2013 in povečanje za 2937 ljudi (14,2 %) od popisa leta 2006. Bilo je 9.000 gospodinjstev, ki jih je sestavljalo 11.520 moških in 12.096 žensk.
Etnične skupine so bile 79,8 % Evropejcev/Pākehā, 24,5 % Maorov, 3,3 % pacifiških ljudstev, 5,7 % Azijcev in 2,0 % drugih etničnih skupin. Ljudje se lahko identificirajo z več kot eno etnično pripadnostjo.
Odstotek ljudi, rojenih v tujini, je bil 18,5 v primerjavi s 27,1 % v državi.

## Gospodarstvo
Taupō je turistično središče, zlasti poleti, saj ponuja panoramski razgled na jezero in vulkanske gore narodnega parka Tongariro na jugu. Ponuja številne turistične dejavnosti, vključno s padalstvo, vožnjo z vodnim skuterjem, kajtanje in skok z elastiko.
Taupō skrbi za številne okoliške borove gozdove, vključno z velikim gozdom Kaingaroa in povezano industrijo. Velika žaga je približno 3 km severovzhodno od mesta na Centennial Drive.
Taupō je obdan s sedmimi geotermalnimi elektrarnami, vključno z zgodovinsko geotermalno elektrarno Wairakei nekaj kilometrov severno od mesta.

## Muzej
Muzej Taupō je v središču mesta na Story Place. Ima razstave, vključno z Ngāti Tūwharetoa, Wharenui (maorska hiša za srečanja), ki je bila izklesana lokalno med letoma 1927 in 1928, okostje moe in polno lokalnih spominkov iz poznih 1950-ih in zgodnjih 1960-ih. Obstajajo tudi razstave o vulkanih in umetniških galerijah.